# 카부스 빈 사이드 알사이드
카부스 빈 사이드 알사이드(아랍어: قابوس بن سعيد آل سعيد Qābūs bin Sa’īd Āl Sa’īd, 문화어: 까부스 빈 싸이드, 1940년 11월 18일 ~ 2020년 1월 10일)는 오만 술탄국의 술탄(재위 : 1970년 7월 23일 ~ 2020년 1월 10일)으로, 총리, 국방장관, 외상, 재무상 등을 겸임해 오만에서 전제 군주로 군림하였다. 그는 18세기 이후에 지속된 알부사이디 오만 왕조 국가의 제14대 군주에 해당된다.

## 생애
카부스 빈 사이드는 대대로 술탄을 배출해온 오만 남부의 항구 도시 살랄라 출신으로, 영국의 샌드허스트 왕립 육군사관학교를 나온 뒤, 1964년에 귀국하였다. 자신의 아버지인 당시 오만의 술탄이었던 사이드 빈 타이무르의 보수적인 정치 제도에 반대하여 1970년 7월 23일, 영국의 지원을 받아 궁 안에서 쿠데타를 일으켰고, 결과적으로 국왕을 축출하고 자신이 술탄으로 즉위하였다.
오만의 모든 국가 관련 권한과 실권은 오직 카부스 빈 사이드 군주 그만이 가지고 있기에 그는 쇄국 정책에 반대하여 1971년에는 오만을 유엔에 가입시키는 한편, 이바드파의 관념에 근거하는 이슬람적 전통을 견지하면서 국왕 주도에 의한 근대화 정책을 강하게 추진하고 있다. 2020년 1월 10일 향년 79세로 지병으로 사망하였다. 슬하는 없는 것으로 알려졌다.